# P. Ramlee
P. Ramlee, pseudonimo di Puteh Ramlee (Penang, 22 marzo 1929 – Kuala Lumpur, 29 maggio 1973), è stato un attore e musicista malese. Dalla metà degli anni '50 alla metà dei '60 si verificò un periodo d'oro per l'industria cinematografica della Malaysia, che ha coinciso perfettamente con la carriera di P. Ramlee. Popolare non solo nella sua nazione, ma anche in molte nazioni asiatiche come Indonesia, Brunei, Hong Kong e Giappone.
Dopo la sua scomparsa, i malesi hanno continuato la sua eredità rendendogli omaggio sotto forma di premi postumi e commemorando il suo nome in luoghi iconici come musei e edifici.

## Biografia
Fu una delle figure più celebri nel mondo del cinema e della musica malese, nonché una delle icone culturali più influenti del sud-est asiatico. Proveniente da una famiglia di origini acehesi, Ramlee dimostrò sin da giovane un talento innato per la musica e la recitazione. Durante gli anni della scuola, partecipò attivamente a numerose attività culturali, sviluppando le sue abilità artistiche. La sua carriera musicale iniziò a decollare nel 1948 con la registrazione della sua prima canzone di successo, Azizah, che gli aprì le porte dell'industria musicale e cinematografica.
Negli anni '50, P. Ramlee divenne una stella emergente dopo essersi unito alla Malay Film Productions a Singapore. Qui, egli si distinse non solo come attore di talento ma anche come regista, sceneggiatore e compositore. Nel corso della sua carriera di oltre 25 anni, Ramlee recitò in 66 film e compose più di 350 canzoni, molti dei quali sono diventati classici intramontabili. Le sue opere erano una fusione di commedia, dramma e musica, caratterizzate da un profondo senso di umanità e riflessioni sulle condizioni sociali del tempo. Tra i suoi film più noti ci sono la serie Bujang Lapok, Ibu Mertua-ku, Tiga Abdul, Hang Tuah, Madu Tiga, e Penarek Becha.

## La morte
Il 29 maggio 1973 morì di malattia cardiaca all'età di 44 anni. Il Primo Ministro della Malesia dell'epoca, Abdul Razak Hussein, ha descritto la sua morte come una perdita insostituibile per la nazione.

## Tributi
Il governo malese ha onorato la memoria di P. Ramlee in diversi modi. Nel 1982, Via Parry Street, situata nel cuore di Kuala Lumpur, è stata rinominata Via P. Ramlee. Nel 1990, gli è stato conferito postumo il titolo onorifico malese di Tan Sri, e nel 2009 ha ricevuto il titolo di Datuk Amar dal governo dello Stato del Sarawak. Abdul Taib Mahmud, il Primo Ministro del Sarawak, ha presentato il premio alla figlia adottiva di P. Ramlee, Dian P. Ramlee, durante un evento in onore di tutti gli artisti veterani di Kuching. Inoltre, il governo ha istituito il "P. Ramlee Memorial" a Kuala Lumpur, che funge da museo per celebrare la sua vita e il suo lavoro, permettendo ai visitatori di conoscere meglio il suo straordinario contributo alla cultura malese.
Il The New York Times ha pubblicato un articolo su P. Ramlee nel luglio del 1998, descrivendolo come un eroe nazionale della Malaysia. L'articolo ha anche descritto P. Ramlee come una figura simile a James Dean nel suo tempo.

## Filmografia
1. Abu Hassan Penchuri (1955)
2. Ahmad Albab (1968)
3. Ali Baba Bujang Lapok (1961)
4. Aloha (1950)
5. Anak Bapak (1968)
6. Anak-ku Sazali (1956)
7. Anjoran Nasib (1952)
8. Antara Dua Darjat (1960)
9. Antara Senyum Dan Tangis (1952)
10. Bakti (1950)
11. Bujang Lapok (1957)
12. Bukan Salah Ibu Mengandung' (1969)
13. Chinta (1948)
14. Dajal Suchi (1965)
15. Di Belakang Tabir (1969)
16. Do Re Mi (1966)
17. Doktor Rushdi (1970)
18. Enam Jahanam (1969)
19. Gelora (1970)
20. Gerimis (1968)
21. Hang Tuah (1956)
22. Hujan Panas (1953)
23. Ibu / Mother (1953)
24. Ibu Mertua-ku (1962)
25. Jangan Tinggal Daku (1971)
26. Juwita (1951)
27. Kanchan Tirana (1969)
28. Keluarga 69 (1967)
29. Labu Dan Labi (1962)
30. Laksamana Do Re Mi (1972)
31. Love Parade (1963)
32. Madu Tiga (1964)
33. Masam Masam Manis (1965)
34. Melanchong Ke Tokyo (1964)
35. Merana (1954)
36. Miskin (1952)
37. Musang Berjanggut (1959)
38. Nasib (1949)
39. Nasib Do Re Mi (1966)
40. Nasib Si Labu Labi (1963)
41. Nilam (1949)
42. Noor Asmara (1949)
43. Nujum Pak Belalang (1959)
44. Pancha Delima (1957)
45. Panggilan Pulau (1954)
46. Patah Hati (1952)
47. Penarek Becha (1955)
48. Pendekar Bujang Lapok (1959)
49. Penghidupan (1951)
50. Perjodohan (1954)
51. Putus Harapan (1953)
52. Putus Sudah Kaseh Sayang (1971)
53. Rachun Dunia (1950)
54. Ragam P Ramlee & Damaq (1964)
55. Sabarudin Tukang Kasut (1966)
56. Se Merah Padi (1956)
57. Sedarah (1952)
58. Sejoli (1951)
59. Seniman Bujang Lapok (1961)
60. Sergeant Hassan (1958)
61. Sesudah Suboh (1967)
62. Siapa Salah (1953)
63. Sitora Harimau Jadian (1964)
64. Sumpah Orang Minyak (1958)
65. Takdir Illahi (1950)
66. Tiga Abdul (1964)